# Récepteur de l'ecdysone
Pour les articles homonymes, voir EcR.

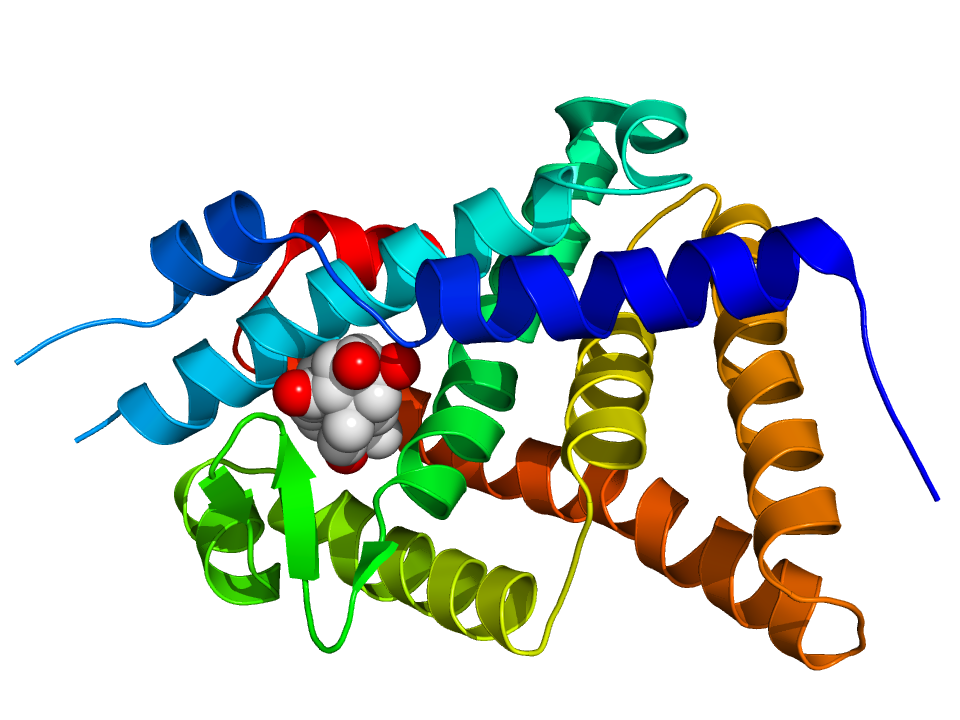
Représentation 3D du récepteur

Le récepteur de l'ecdysone (en anglais ecdysone receptor, EcR) est une protéine de la superfamille des récepteurs nucléaires, de la famille des récepteurs stéroïdes, liant l'ecdysone, ou plus précisément la 20-hydroxy-ecdysone (qui est l'hormone stéroïde de mue des arthropodes la plus active).

## Mécanisme d'action
L'EcR agit en réalité sous la forme d'un hétéro-dimère avec ultraspiracle, équivalent au complexe RAR-RXR chez les mammifères. Ils forment un complexe de deux protéines capables alors d'activer les promoteurs des gènes cibles de l'ecdysone chez les arthropodes.